# Arisztotelész logikája

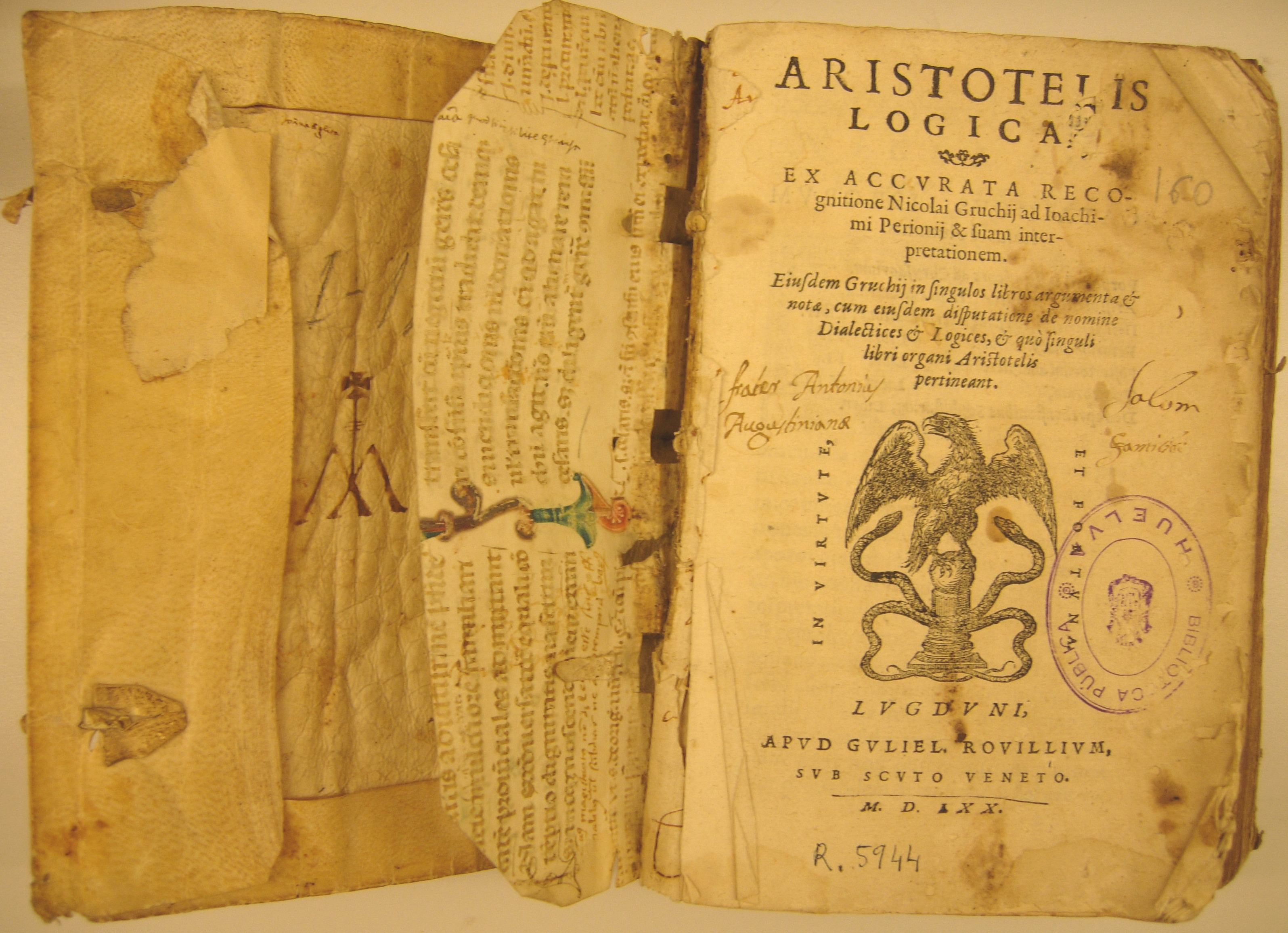
Arisztotelész Logikájának egy 1570-es kiadása

A Sztageirában született Arisztotelészt (i. e. 384 – i. e. 322), a görög filozófia nagy alakját tartjuk a logika megteremtőjének. Több logikai jellegű művet is írt, melyeket később (i. e. 50 körül) az „Organon” („Eszköz”) néven foglaltak össze, arra célozva, hogy Arisztotelész a logikát a legalapvetőbb és nélkülözhetetlen eszköznek tartotta a filozófia és a tudományok műveléséhez.
E cikk nagyjából az Organonban foglalt logikai elméletekről szól, e mű foglalkozik mind a logika lételméleti és nyelvfilozófiai alapjaival, mind a mondattannal (kijelentéslogika) és a formális következtetések (szillogizmusok) elméletével, mind a vitatkozás tanával (dialektika), mind ennek gyakorlati felhasználásával (pragmatika). A következőkben a benne foglaltakat fogjuk arisztotelészi logikának nevezni; azonban e kifejezés is többértelmű lehet. Arisztotelész más logikai műveket is írt, ezek mind elvesztek, s némi logikai vagy azzal rokon tárgyú értekezések még a Metafizika és A lélekről c. műveiben is találhatóak.

## Bevezetés
Az arisztotelészi logikát e fogalom némi elmosódottsága miatt is nehéz röviden összefoglalni vagy jellemezni; nemcsak ama évezredek óta folyó filológiai vita miatt, hogy mennyiben írta maga Arisztotelész az Organont, és mennyi kiegészítést vagy törlést eszközöltek rajta a tanítványok és a kommentátorok, s így szövege mennyire hitelesen arisztotelészi – a tudomány jelenlegi állása szerint a hitelességgel kapcsolatos kételyeink (néhány formális logikai szempontból jelentéktelen részletet illető fenntartástól eltekintve) alaptalanok. Viszont az arisztotelészi logikát nem csak „az Arisztotelész műveiben található logika” értelmében használjuk, hanem szokás így nevezni sok olyan dolgot is, ami nem arisztotelészi, l. Arisztotelészi logika (egyértelműsítő lap).
Továbbá Arisztotelésznél még nem vált el teljesen a nyelvészet (és konkrétan az ógörög nyelvre vonatkozó elméletek), a dialektika és a formális logika: ez egyértelműen kiderül, ha az Organon pragmatikai jellegű részeit (Topika, Szofisztikus cáfolatok, de még az erősen elméleti logikai jellegű Katégoriák és Herméneutika is) megnézzük. Sőt, valójában a szemünk előtt formálódik ki a formális logika annak társadalmi, ontológiai és metafizikai alapjaiból, de épp ezért mindez nem választható szét teljesen: van még benne nyelvészet, pszichológia és metafizika jócskán. Tehát ha arisztotelészi logikáról beszélünk (ugyanúgy, mint a legtöbb ókori logikai elmélet, például a sztoikus logika esetében is), akkor abba sok metafizika, lételmélet, ismeretelmélet és grammatika is tartozik. Nem csak az a kérdés tehát, hogy az arisztotelészi logika mennyire arisztotelészi, hanem hogy mennyire logika. Erről lentebb.
Az arisztotelészi logika összefoglalásakor három főbb szempontot vettük figyelembe. Az első szempont az elmélet rengeteg és – sajnos – sokszor kevés biztos eredménnyel kecsegtető filológiai vonatkozása; a második szempont Arisztotelész elméletének néhány modern logikai vonatkozása – az elmélet kicsit mai szemmel; a harmadik szempont pedig az, hogy maga az Organon-szöveg milyen filozófiai megalapozást ad a logikának. Ez utóbbi kidolgozásánál elsősorban a három modern logikai szempontból legfontosabb Organon-rész, a Katégoriák, a Herméneutika és az Első Analitika szövegére alapoztunk  (mondhatni, az első szempont szerinti vizsgálatok segítenek kialakítani a második és harmadik szempont szerinti eredményeket és segítenek azokat szétválasztani és hitelesíteni).

### Az Organonról
Arisztotelész  írásai nem kis részben, fennmaradt logikai írásai pedig teljes egészében az Organon c. gyűjteményben találhatóak.
Ez öt nagyobb fejezetre, részre oszlik:
1. A Katégoriák;
2. A Herméneutika;
3. Az Első Analitika (a következtetésről);
4. A Második Analitika (a bizonyításról);
5. Topika (dialektika);
6. Szofisztikus cáfolatok (értsd: a szofisták cáfolásáról).

- A Katégoriák a szavakkal mint jelentéssel bíró, de igazságértékkel nem rendelkező jelekkel foglalkozik; a neveket pedig mondattani szerepük szempontjából állíthatóakra és egyediekre, meg mindenféle egyéb, a matematikai logika számára kevésbé, de az Organon további részeinek megértése szempontjából alapvetően fontos szempont alapján csoportosítja.
- A Herméneutika az egyszerű kijelentő mondatok tanát, az asszertorikus (modalitást nem tartalmazó) és modális ítéleteket, valamint a tagadást tárgyalja (vessük össze e témákat Gottlob Frege Logikai vizsgálódásainak alcímeivel!).
- Az Első Analitika foglalkozik a következtetéssel (szillogizmus). A Hermeneutikában kifejtett mondattan némileg továbbfejlesztett, pontosított változatára alapozva tárgyalja a különböző egyszerű mondattípusok (ún. asszertorikus és modális kategorikus kijelentések) közti lehetséges következtetéstípusok érvényességét.
- A Második Analitika tárgyalja az Első Analitikában kifejtett rendszer szerint formalizálható bizonyításokat és ezek érvelésekben való felhasználását (következtetés és bizonyítás közt a különbség: a bizonyítás is következtetés, csak szükségképp igaz feltételekből kell hogy kiinduljon, míg a következtetés nem feltétlenül).
- A Topika a vitatkozás közbeni, dialektikus érvelés különféle módozatait, a Szofisztikus cáfolatok az álérveléseket, álbizonyításokat; az utóbbi kettő közül az előbbinek szilárd alapot adó, az utóbbinak pedig leleplezését segítő szillogisztika pedig a két Analitikában található.

Bővebben e témáról az Organon c. szócikkben és fia-cikkeiben írunk (melyek a fent megadott linkek által érhetőek el).

### Metalogikai és ismeretelméleti alapok
Arisztotelész az érzéki észrevételt megvédi a szofistákkal szemben – nem az érzékek csalnak, hanem az érzékek adatainak téves kapcsolata. Bár a logikai gondolkodás három eleme közül: fogalom, ítélet, következtetés, csak a következtetést tárgyalta részletesen, ő az első, ki a gondolkodás eme (ti. logikai) formájának mivoltát és jelentőségét fölismerte. A következtetés elmélete elvezeti a bizonyításéhoz, melynek során a föltételezett állítások igazságát okaikból származtatva következtetjük ki. Ez meg lehetetlen volna, ha nem indulnánk ki oly legáltalánosabb alapelvekből, melyek bizonyításra nem szorulnak. Ezek az észben gyökereznek, mely ez elvek közvetetlen megismerésének tehetsége. Arisztotelész ehhez az indukció elméletét is kapcsolja, mely természetesen még nagyon kezdetleges, továbbá a definícióét és osztályozásét. A bizonyítás legfőbb elvei az ellentmondásmentesség elve és a kizárt harmadik elve (ld. az „Arisztotelészi logika” c. fejezetet a logika szócikkben).
A modern metalogika szerint egy logikai elmélet végső soron valamilyen nyelv tanulmányozását jelenti, mely áll egy jelentéssel rendelkező (interpretálható) alapelemeket tartalmazó halmazból, véges sok szabályból, melyek leírják, hogyan kapcsolhatóak ezek össze, hogyan használhatóak szabályosan, s végül azokból a szabályokból, melyek megadják, hogyan lehet a nyelvet értelmezni, interpretálni. Azaz:
```
LOGIKAI NYELV = Alapelemek + Szabályok   + Értelmezési útmutató
              = (Ábécé)    + (Szintaxis) + (Szemantika)
```

Arisztotelész logikáját is e szerint a modell szerint fogjuk tárgyalni. Az alapelemek (a nyelv meghatározott mondattani szerepű szavai, azaz a terminusok) leírása főként a Katégoriákban, a szintaxis leírása főként a Herméneutikában és az Első Analitikában, az interpretációra vonatkozó útmutatás a Topikában és a Második Analitikában található, ezenkívül a Topikában és a Szofisztikus cáfolatokban nem a formális logika körébe tartozó, hanem a logika és az azt felhasználó társadalom viszonyát taglaló pragmatikai vonatkozások tárgyalása is megtalálható. Megjegyezzük, hogy az arisztotelészi logikának a formális logikai nyelv modellje szempontjából való tárgyalása elsősorban egy szempontból, a történelmi hitelesség szempontjából, nem teljesen helytelen, de vitatható. Erről lentebb írunk.

### Lételméleti és metafizikai alapok

#### A kategóriaelmélet
A Kategoriák a nyelv szavainak vizsgálatát tartalmazza abból a szempontból, hogy mely dolgok mely dolgokról állíthatóak:
- az egyedi dolgok/nevek („ami egy és oszthatatlan”) semmi másról nem állíthatóak önmagukon kívül; például nem mondható az: „Szókratész épp Platón”; hisz ha mondható (igaz) lenne, akkor megszűnnének egyediek, megkülönböztethetőek lenni.
- Az általános dolgok/nevek épp azért általánosak (ti. ez lehetne a definíciójuk), mert önmagukon kívül több dologról is állíthatóak (Arisztotelész persze megkülönböztette a dolgokat és neveiket, és sok mást is, de ez terminológiailag nem mindig valósul meg nála).

Általános tehát az „ember”, a „ló” stb., egyedi „Arisztotelész”, „a Váci utca első 1. házának számtáblájának színe(ssége)” stb.
Az általános dolgokat mai szóval (nem egyedi) fogalmaknak mondanánk, az egyedi dolgokat egyedi fogalmaknak. Arisztotelész a „fogalom” szót azonban az Organonban soha nem használja, és nincs rá komoly bizonyíték, hogy épített volna e fogalomra (II.26).
Az állítható dolgok közül a legáltalánosabban állíthatóak a 'kategóriák, tíz kategóriát sorol fel, ezek
| 1. | szubsztancia |  |

| 2.  | minőség     |  |
| 3.  | mennyiség   |  |
| 4.  | viszony     |  |
| 5.  | birtoklás   |  |
| 6.  | állapot     |  |
| 7.  | hely        |  |
| 8.  | idő         |  |
| 9.  | cselekvés   |  |
| 10. | elszenvedés |  |

A szubsztanciák; azaz egyedi és általános fogalmak, melyeknek bizonyos értelemben önálló létezést tulajdonít; az akcidensek, melyek csak a szubsztanciák tulajdonságai (ha egyedi szubsztanciákról van szó) vagy jegyei (ha másodlagos szubsztanciákról).
E megkülönböztetések igazából az arisztotelészi metafizika számára fontosak, de néhány helyen, például az egyszerű és összetett mondat definíciójában (Hermeneutika, 5. és 8. fej.), logikai felhasználásra is kerül. Az arisztotelészi kategóriaelmélet meglehetősen sok filológiai és filozófiai problémát vet fel. Az egyik legfontosabb egy regressus ad infinitum-paradoxon, amely fellépésének lehetőségét (nem véletlenül fogalmazunk ilyen óvatosan, terjengősen) Arisztotelész egyik legnagyobb kommentátora, a skolasztikus Boëthius észlelte.
A Kategóriák eme vizsgálódásainak fontosságát az adja, hogy az általános nevek lehetnek az Arisztotelészi szillogizmusok ún. középfogalmai.

#### Aszubsztancia
Arisztotelész (ahogy később mások is) több szellemes érvvel is megdönteni vélte az ideatant, legalábbis annak platóni változatát (elindítva a filozófia szempontjából az egyik máig legjelentősebb, a középkorban nominalizmus-realizmus-vitának nevezett párbeszédet); mondván, hogy az ideák feleslegesen kettőzik meg a valóságot. Minthogy Platón szerint nem okai sem a dolgok létének, sem változásainak, így Arisztotelész szerint létezésük feltételezése haszontalan; továbbá „lehetetlennek látszik, hogy a dolgok lényege elválasztva létezzen maguktól a dolgoktól” (Metafizika, 991a-b). Tehát valami mást kell keresni az ideatan helyett a szofisták cáfolására – mert Arisztotelész utóbbi tekintetben hű maradt mesteréhez, és az ő tanaikat is elutasította. Nála Platón ideáit egy szintén többé-kevésbé metafizikai jellegű, de a köznapibb gondolkodáshoz talán közelebb álló fogalom, a szubsztancia (gör. ouszia ≈ „lényeg”) helyettesíti.
A szubsztancia az Organon szövege alapján részben nyelvfilozófiai, részben ettől elválaszthatatlanul ontológiai fogalomként értelmezhető. A szöveg a szubsztanciára két vagy három, egymással többé-kevésbé összefüggő, definíciónak vehető meghatározást ad (valójában a szubsztancia jóval több, mint amit az Organon szűkszavúan ír róla, de erről később).
- Ontológiai értelemben a szubsztancia olyan név, amely „nincs alanyban”. Az „alanyban van” Arisztotelésznél azt jelenti, hogy „noha nem mint rész van meg valamiben, mégsem létezhetik külön attól, amiben mint alanyban megvan”. Például „egy bizonyos nyelvtudás a lélekben mint alanyban van” (Katégoriák, 2.fej. 1a, 1b). De példát is ad:
- Szubsztancia például „(egy bizonyos) ember”, „(egy bizonyos) ló”, melyek „egy alanyról sem állíthatóak”; meg „ember”, „ló”, melyek állíthatóak több más alanyról is. Úgy tűnik tehát, a nyelvben vannak olyan szavak, amik valami önállóan és kézzelfoghatóan létező dolgot jelölnek; míg mások ezzel ellentétben, mondhatni, ezeknek a valamijeit (tulajdonságait, vagy birtokait, vagy ilyesmilyeit: valamilyen hozzájuk tartozó, de nem „kézzelfogható” – hanem inkább „nyelvi” vagy „logikai” – részként tartozó részeit) jelölik.
  - Az előbbiek a szubsztanciák, amelyek tehát „nincsenek alanyban”, vagyis létezhetnek „külön” attól a dologtól, amelyben mint alanyban megvannak (amelyről állíthatóak?); az utóbbiak az akcidensek, utóbbiak tehát „alanyban vannak”, nem létezhetnek attól az alanytól elválasztva, melyről állítjuk őket.
  - Mindennek ellentéteként az akcidentális (gör. szümbebékosz) nevek vagy jelöleteik – azok, melyek a 10-ből 9 db kategóriába tartozhatnak (Katégoriák 4. fej.) – olyasvalamik, amik csak mint másvalami valamilyen jellemzői léteznek. Például nyelvtudás mint olyan nem létezik, mert a tudás csak valaminek a tudása lehet. A fehérség szubsztanciája sem létezik, mert fehérség csak valaminek a fehérsége lehet, s.í.t. (Katégoriák 7.f. 8a 20.-25.). Ugyanúgy, mint a szubsztancia, az akcidens is lehet azonban egyedi és általános („állítható”).
  - Azonban nem mondhatjuk, hogy a szubsztanciák pontosan a tárgyak vagy az individuumok: sok szubsztancia nem létezik sem kézzelfoghatóan, sem egyedien (ellentétben olyanokkal, mint például Platón, vagy más adott ember), hanem éppenséggel elvont és általános minőségben, ámde mégis önállóan. Utóbbiak az általános („másodsorbani”) szubsztanciák (ember, ló stb.) – az „általános” definíciója Arisztotelésznél az, hogy állítható önmagától különböző dologról, míg az egyedi nem – „ember” állítható Arisztotelészről is meg Platónról is, azonban „Arisztotelész” másvalakiről/másvalamiről, mint Arisztotelész, nem állítható.
  - A szubsztancia nem fizikailag, hanem egyszerre nyelvi és lételméleti szempontból önálló: az ember nem valakinek vagy valaminek az embere, hanem egyszerűen csak ember, légyen akár egyedi, akár általános; mégpedig Arisztotelész szerint már csak azért is önálló, mert az embert mint embert nem is mondjuk valaki vagy valami emberének Katégoriák 7. f.. De tudjuk, hogy valójában még ennél is jóval többről van szó.
- A fentieken kívül a szubsztanciának ugyanis van egy másik, az előbbieknél sokkal fontosabb tulajdonsága is, ti. hogy ellentétes tulajdonságai lehetnek (Katégoriák 15. f. 4a 10.-25.). Persze nem egyszerre és ugyanazon tekintetben, hanem egymás után, váltakozva, úgy, hogy közben maga a szubsztancia „ugyanaz” marad, s Arisztotelész szerint éppen ez a szubsztancia karakterisztikus, rá kizárólagosan jellemző ismérve. Mindenképp felvetődik persze a kérdés, hogy mitől függ az, hogy valami változandót ugyanannak ismerünk fel – azaz változik is, de ugyanaz is marad. Már ennek a kijelentése is paradox (hiszen ha valami megváltozik, akkor mássá lesz, s ami más, mint önmaga, az lehet-e ugyanaz? Miért mondhatjuk, hogy ugyanaz?). Erre a kérdésre két-háromezer év óta nemigen tudunk mindenkit kielégítő és teljesen biztos választ adni, mert többféle megoldás elképzelhető, de mindegyiknek vannak furcsa következményei. Arisztotelész realizmusa abban áll, hogy egyszerűen elismeri ezt a paradox tényt: a szubsztancia épp az, amit változásai ellenére még azonosnak vagyunk képesek értelmezni.
- Az Organonban nagyjából ennyi szerepel a szubsztanciáról, azonban a Metafizikában (ami a filológusok szerint nagyjából, részben az Organonnal egy időben íródhatott) a szubsztanciafogalom bővebb leírása, kiegészítése is szerepel. Röviden leírva – csak hogy látszódjon, e fogalomnak tényleg adott metafizikai megalapozást – ez a következő: hogy a szubsztancia miféle, azt akcidensei révén tapasztaljuk.
  - Például egy tehenet látva, érzékelhetjük a színét, a négylábúságát, vagy a szagát. Ezek között az akcidensek között vannak lényegesek (későbbi kifejezéssel proprietások), melyek alapjául szolgálnak annak, hogy a tehenet részint tehénként, részint ama bizonyos tehénként ismerhessük fel; vannak továbbá esetlegesek (szűkebb értelemben véve akcidentálisak), például a tehén foltjainak a Nap felhő mögé vonulásának hatására bekövetkező színárnyalatai, melyek megváltozhatnak anélkül, hogy maga a tehén mint szubsztancia változását okoznák.
  - A lényeges és lényegtelen tulajdonságok megkülönböztetése világossá teszi (mivel a lényeges tulajdonságok változása az adott szubsztancia megszűnését, mássá levését okozza – de nem mint létező és nem mint szubsztancia, hanem mint az a létező és az a szubsztancia szűnik meg), és Arisztotelész maga is írja, hogy léteznie kell olyasmiknek, amiknek alapján a szubsztanciát mint önmagával azonosat ismerjük fel. Az azonosként való felismerés alapjait (egyszóval a tehén „mibenlétét” vagy „tehénségét”) néha szintén szubsztanciának (gör. ti. ouszia), néha pedig hüpokeimenonnak (skolasztikus kifejezéssel szubsztrátumnak) nevezi. „A változás ugyanis nem képzelhető el másként, csak úgy, hogy közben van, ami megmarad” (Metafizika 1096b). Azaz ha tudjuk, hogy valami változik, akkor szükségképp azt is tudjuk, hogy valami változik. A változandó létezők esetében (nem utasítja el a nem változandó, ideális létezőket, istenségeket, szellemeket sem) ez a szubsztrátum pedig kétségkívül az, amit Arisztotelész anyagnak (hülé) nevez. Ezzel az azonosítással a Metafizika metafizikai megalapozást ad a szubsztanciafogalomra az arisztotelészi metafizika egyik, hülémorfizmusnak nevezett alapelmélete segítségével.

A hülémorfizmus (kb. „anyag–forma-elvűség”) a világ változandóságának magyarázatára vagy leírására alkotott ontológiai jellegű elmélet. Arisztotelész felveti a kérdést: mi lehet ez a szubsztrátum, ami alapul szolgál a szubsztanciális (és persze közvetve az akcidentális) változásoknak? Nem lehet persze szubsztancia, hiszen változásának alapjaként annak fogalmi előfeltételéül szolgál, de nem lehetnek az attribútumok (akcidensek) sem. Járulékos (akcidentális) attribútum, azaz szűkebb értelemben vett akcidens nem lehet, hiszen ez változik, tehát nem az az alap, ami a változást elszenvedi, hanem magának az alapnak a változása – ez esetben az alap pontosan a szubsztancia, ami azonban mint egyed, nem változik – azaz a változás nem okozza más szubsztanciává levését. Ez utóbbi változást ugyanis a lényegi attribútumok változása okozza (ez az előbbi értelemben vett „lényegi” definíciója). Tehát a szubsztrátum nem járulékos attribútum. De lényegi attribútum sem lehet, mert ennek változása a szubsztanciának mint valami önmagával azonosnak változását okozza (tehát a keletkezett szubsztancia egy másik, az előbbitől különböző szubsztancia lesz), tehát az történik, hogy egy v. több lényegi attribútum, és ezáltal a szubsztancia is valami másikra cserélődik, de ennek a cserélődésnek az elszenvedője, amit keresünk, maga nem lényegi attribútum. Tehát ez sem szubsztancia, se nem akcidens, így nem sorolható be az arisztotelészi kategóriák közé, valami egészen új.
Arisztotelész szerint ez a valami jogosan nevezhető anyagnak (hülé):
„Én anyagnak nevezem, ami önmagában se nem valami, se nem mennyiség, se más olyasmi, amikkel a létezőt szoktuk meghatározni. Mert van valami, amiről állítani szokták e határozmányok mindegyikét, aminek léte azonban különbözik ezen állítmányok mindegyikétől. A határozmányokat ugyanis a szubsztanciáról állítjuk, ezt pedig az anyagról. Ennélfogva a végső magábanvaló létező nem lehet se valami, se mennyiséggel, se más egyéb határozmánnyal felruházott, de nem lehet ezek tagadása sem, mert hiszen a tagadás is csupán esetlegesen illetheti meg a végső létezőt”.  (Arisztotelész: Metafizika, 1029a) 
(A hülé/anyag fogalma persze nem egészen azonos a mai természettudományos anyagfogalommal, inkább az arisztotelészi kategóriaelmélet egy metafizikai értelmezése és továbbfejlesztése a szintén arisztotelészi aktus-potencia tan alapján (mely utóbbit most csak említjük). Megjegyezzük, Arisztotelész felhasználta az anyagfogalmat kozmológiai elméleteiben is: szerinte a négy őselem (tűz, víz, föld, levegő) az anyag legprimitívebb megjelenési formája, a tárgyak pedig ezek keverékének valamilyen differenciálódásával, összerendeződésével. Az anyagfogalom azonban önmagában puszta absztrakció, mely mindig csak valamilyen formát (morfé) öltve lesz érzékelhető. Az anyag és forma tehát a létezők két egymástól elválaszthatatlan, csak együttesen elgondolható (dialektikus) gondolati összetevője” … Lásd még Arisztotelész metafizikája).
A szubsztanciáról itt és a következő részben elsősorban a formális logika szempontjából írtunk, bővebben és egyéb vonatkozásokról lehet még olvasni például itt, még többet itt és (Arisztotelész eredeti megfogalmazásában) itt.

## Az arisztotelészi terminus- és mondatlogika

### Az arisztotelészi logika formális nyelvmodell szerinti vázlatos áttekintése
Arisztotelésznél a logika, mint a neve (analitika) is mutatja a(z akkori élő, görög) nyelv, illetve annak egy több szempontból is idealizált modelljének analízise.
- E nyelv alapelemei nem az egyszerű mondatok, mint a modern formális logikában, hanem a szavak, vagy a belőlük álló egyszerűbb kifejezések, a terminusok. E két dolog nagyjából ugyanúgy fest, mint a modern logika elsőrendű nyelveiben: a szavak a nyelvbázis – tkp. az ábécé – szimbólumainak felelnek meg, az ezekből épülő terminusok a kifejezéseknek, termeknek.
  - A szavak „atomi jelentésű” betű- vagy hangcsoportok (ld. lentebb). Két fő fajtájuk az ige és a névszó.
  - A terminusok olyan szócsoportok, melyek több szempontból is (lételméletileg-nyelvtanilag-logikailag; ezt lentebb? részletezzük) egységet alkotnak.
- A szavakat kétféleképp mondhatjuk ki: kapcsolat nélkül (ανευ συμλοκης), azaz önmagukban, mondatokat nem alkotva; vagy pedig kapcsolattal (κατα συμπλοκην), azaz mondattá fűzve. A mondat
  - A szavakat vagy terminusokat mondattá fűző kapcsolatot az igék, vagy pedig speciális értelmű (tkp. értelmetlen) kötőszócskák, a kopulák biztosítják. A szavakból és terminusokból egyszerűbb és összetettebb mondatokat építünk.
  - A mondatok között különösen a két terminust tartalmazó speciális értelmű egyszerű kijelentő mondatoknak (kategorikus kijelentéseknek), illetve a három kategorikus kijelentésből összetett szillogisztikus mondatoknak (?) van jelentősége, az Organon ezeket vizsgálja.

Mindez így együtt és explicite sehol sem található az Organonban, bár minden elem több-kevesebb alapossággal ki van dolgozva. Mindez csak az arisztotelészi logika összefoglalása és – a történelmi hűségre tekintettel lenni igyekvő, mindenesetre az iskolás-skolasztikus-koncepcionalista értelmezéseknél hűebbnek tűnő – de mégis egy adott szemszögből nézve történő interpretációja (ezt elvi, okok miatt is lehetetlen kikerülni). A legvalódibb arisztotelészi logika nem más, mint maga az Organon, melyről azonban ama cikkben és fiacikkeiben (Katégoriák, Herméneutika stb.) is olvashatunk.

### Az alapelemek

#### A szó
A peripatetikus logikában a nyelv alapelemei nem az egyszerű mondatok, mint a modern formális logikában, hanem a szavak (vagy a belőlük álló egyszerűbb kifejezések, a terminusok).
A Herméneutika (1.fej.) szerint a szavak vagy kapcsolat nélkül (ανευ συμλοκης; azaz egyenként, önmagukban, nem mint egy mondat részeiként), vagy pedig (mondatszerűen) összekapcsolva (κατα συμπλοκην; mondatban) mondhatóak ki; előbbi esetben kifejeznek valamit (van jelentésük – bármit is értsünk ezen), de nincs igazságértékük; míg az utóbbi esetben kijelentő, felszólító, kérdő stb. mondatot kapunk, melyek közül a kijelentőek besorolhatóak az „igaz” vagy „hamis” kijelentések csoportjának egyikébe.
A kapcsolat nélkül mondott szavak két fő csoportra oszthatóak:
- melyek kifejeznek valamit, ezek a névszók;
- illetve amelyeknek nincs igazán önálló jelentésük; csak az a szerepük, hogy a szavakat egyszerű kijelentésekké kapcsolják össze: ezek a „van”, a „nincs” kopulák és hasonló, kopulatív szavak.

Például a „Szókratész (van) élőlény” mondatban „Szókratész” és „élőlény” névszók, az indoeurópai nyelvekben használatos igei állítmányt kifejező létige pedig összekapcsolja ezeket kijelentéssé, azaz egy kopulatív szócska.
Arisztotelész kifejezetten hangsúlyozza, hogy ez esetben a „van” nem bír önálló jelentéssel, és semmi köze a létezéshez, hanem pusztán egy kapcsolatot fejez ki, „melyet elképzelni sem lehet a kapcsolatban lévők nélkül”. Arisztotelész nem említi, de nyilván a kopulatív szavak közé tartoznak a logikai kötőszavak – „nem”, „és” stb. (ha a fenti, az önálló jelentés hiányáról szóló megjegyzést kvázi-definíciónak tekintjük) – továbbá a kijelentés kvantitását kifejező „minden” és „némely” szócska (sőt esetleg még a modalitásokat kifejező „lehetetlen”, „szükségszerű” stb. kifejezések is).

#### A terminus
Ám e fenti formájú kijelentések közül csak azok valódi értelemben, intenzionálisan-egyszerűek, melyeknek mind a szubjektuma, mind a predikátuma a nyelv szintén egyszerű nevek, Arisztotelész kifejezésével „ami egy” szavai. Ha jól értelmezem a Hermeneutika idevágni látszó fejezeteit, egy szó kétféle, de egymástól nem független tekintetben is lehet egy:
1.) Ontológiai értelemben egy akkor, ha a kifejezés, bár esetleg több szóból áll, mégis egy adott szubsztanciát vagy akcidenst ír le (például „Akhillesz sarka”, „Szókratész köpenyének ama ráncának szélessége”). Ez meglehetősen érdekes kérdés.
2.) Mondattani értelemben egy, azaz ha például azt mondjuk, „Szókratész köpenyes filozófus”, akkor a „köpenyes filozófus” esetleg látszhatik egy szubsztanciának, de nem az, és ez úgy dönthető el, hogy megvizsgáljuk, ugyanezt mondhatjuk-e két tagmondatban, hogy „Szókratész köpenyes és Szókratész filozófus”. A jelen esetben például teljesen ugyanaz a két mondat.
Ám ez nem mindig van így: például az „Idasz jó lándzsás” mondat nem választható minden további nélkül külön két önállóan is megítélhető (tag)mondatra, úgy, hogy ezek ketten együtt, de összekapcsolás nélkül ugyanazt jelentsék, mint összekapcsolva. Az „Idasz jó” és „Idasz lándzsás” mondatok összessége nem adja vissza ugyanazt; mint az előbb, mert az első tagmondat „jó” szócskája az utóbbi változatban már nem ugyanazt jelenti, mint az előbbiben. Ez esetben tehát a „jó lándzsás” nem egy közönséges összetétel, hanem mai szóval egy jelentéssűrítő kifejezés, ami „szubsztanciálisan” egy.

### Hermeneutika: egyszerű kijelentések

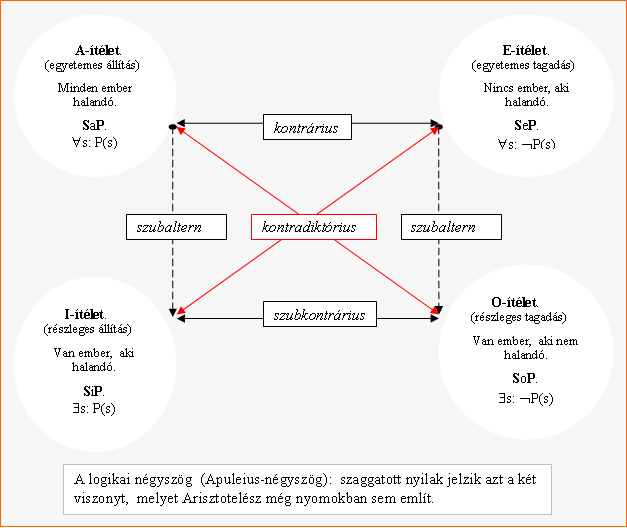
Apuleius-négyszög (katt a képre a nagyításhoz)

A Hermeneutikában található a legtöbb olyan elem, ami a tradicionális logika formalizmusának kifejlődéséhez (a szillogisztikai formalizmust leszámítva) alapul szolgált (és részint a metamatematika, részint a matematikafilozófia, részint a tudománytörténet számára ma is igen fontos): például az ún. Apuleius-négyszög elődjének leírása, a kopulatívák (tagadás, kvantorok) és ezek „de re” és ”de dicto” használatának megkülönböztetése; azonkívül a modális logika első, még néhol egyfajta fogalmi és terminológiai sötétségben botladozó, de az Analitika Posteriorban már világosan, rendszerbe foglalva kifejtett elmélete, számunkra ezek közül legérdekesebb az általános alannyal rendelkező egyszerű mondatok azon jellemzőjének megkülönböztetése, amit később kvantitásnak neveztek, minthogy itt tulajdonképp a kvantorok megkülönböztetéséről van szó:
Táblázat (F II. 28).
„Mivel azonban a dolgok részben egyetemesek, részben egyetemesek, részben meg egyediek – egyetemesnek azt nevezem, amintek az a természete, hogy többről állítjuk, egyedinek pedig azt, amelyiknek nem ilyen a természete; például ember egyetemes, Kallias pedig egyedi – ezért azt, hogy valami vonatkozik, vagy nem vonatkozik valamire, szükségképpen hol egyetemes, hol egyedi alany esetében jelentjük ki. Nos, ha egyetemes jelentjük ki egy egyetemes alany esetében, hogy valami vonatkozik, vagy nem vonatkozik rá, akkor ellentétesek a kijelentések. Hogy egyetemes alanyra vonatkozóan egyetemesen jelentünk ki valamit, ezt úgy értem, hogy például Minden ember fehér – Egyetlen ember sem fehér …
Amikor azonban egyetemes alanyra vonatkozóan, de nem egyetemesen jelentünk ki valamit, akkor nem ellentétesek a kijelentések, noha azok a dolgok, melyekről a kijelentések szólnak, lehetnek ellentétesek … ”.
(Herméneutika; 7. fej.)
Az Első Analitikában a részleges ítéleteket is bevezeti (az idézetek mellesleg Arisztotelész stílusát is érzékeltetik egy kissé):
„Nos tehát, tétel az a beszéd [kijelentés] (logosz), amely valamit állít vagy tagad valamiről, lehet egyetemes, részleges, vagy határozatlan. Egyetemesnek azt nevezem, hogy valami mindre vagy egyre sem vonatkozik valamiből, részlegesnek azt, hogy némelyre vagy némelyre nem, határozatlannak pedig azt, hogy az egyetemesség vagy részlegesség jelzése nélkül vonatkozik …”
Erre a megkülönböztetésre épül aztán a szillogisztika:
„Szillogizmus pedig az olyan beszéd [kijelentés], amelyben bizonyos dolgok megállapításából szükségszerűen következik valami más, mint amit megállapítottunk – mégpedig azért, mert azok a dolgok úgy vannak. […] Ezt úgy értem, hogy ezek alapján következik, hogy pedig ezek alapján következik, ezt úgy értem, hogy semmi egyéb dolog illetve fogalom nem kell ahhoz, hogy bekövetkezzék a szükségszerűség. …”
(Első Analitika; 1. fej.)

### Analitika: A következtetéstan
A szillogiszmus (συλλογισμος) a definíció alapján tehát egyszerűen következtetést jelent, ám Arisztotelész csak speciális szillogizmusokat vizsgál, mégpedig olyanokat, melyek három terminust tartalmaznak, és az elsőről a másodikat állítjuk, a másodikról pedig a harmadikat (például az egyik legnyilvánvalóbbnak látszó, de a szillogisztikába bele nem illő következtetési formát, a modus ponenst (Ha A és A-ból következik B, akkor B) az Organon meg sem említi, noha használja). A második, „középső” terminus hagyományos neve középfogalom. Mindkét, a szillogizmusban részt vevő kijelentés, egyrészt az elsőről a második terminus állítása, az előtag, másrészt a másodikról a harmadik állítása, az utótag) egyaránt lehet egyetemes vagy részleges, eszerint négyféle előtag-utótag kombinációja lehet egy szillogizmusnak. Ezeket a kombinációkat Arisztotelész alakzatnak nevezi, bár igazából csak hármat tárgyal részletesen, a negyedik alakzat szillogizmusaira csak néhány megjegyzésben utal (lehet, hogy az erről szóló rész elveszett). További lehetőségeket jelent a modális szillogizmusok tárgyalása, ti. ha az előtagnak és utótagnak modalitásokat adunk, Arisztotelész ezeket is külön és részletesen tárgyalja.
Az Első Analitika nemcsak témáját, hanem felépítését tekintve is erős matematikai hatásokat mutat. Például bevezet „nyilvánvalóan” érvényes szillogizmusokat, és néhány szillogizmuslevezetési szabályt (a terminusok felcserélése, a reductio ad impossibile módszer és a kiemelés módszere), ez pedig kísértetiesen emlékeztet a modern logikai axiómákra és levezetési sémákra.
„Bizony nehéz ezekről a kérdésekről határozottan nyilatkozni, amíg ismételten meg nem vizsgáltuk. De talán mégsem hasztalan, hogy az egyes esetekben a nehézségeket is fölvetettük.” (Arisztotelész: Katégoriák, 7. fej.)

## Kiegészítés

### Előzmények
Nyílt titok, hogy a logika tudománya legnagyobbrészt humán ismeretterületekből, a görög szónoklattan (retorika) és a „vitatkozástan” (dialektika) gyakorlatából fejlődött ki, és eredetileg olyan, nem a szónoklat formájára és stílusára, hanem tartalmára épülő érvelési technikák kikísérletezésével foglalkozott, és ilyeneket tanulmányozott, melyekkel a szónok kijelentései meggyőzően alátámaszthatóak, és az ellenérvek megcáfolhatóak. Eredetileg több köze volt hát a nyelvtanhoz és az alkalmazott pszichológiához, mint bármi más „objektív” tudományhoz. Mindez Arisztotelész írásaiban is abszolúte tettenérhető.
A logika kialakulását sokan – valószínűleg nem alaptalanul – összefüggésbe hozzák az athéni típusú demokrácia s az ennek nyomán elterjedt vitakultúra kialakulásával, ami az akkori görög filozófiaoktatást is nagymértékben befolyásolta; erről l. például itt.
A tudománytörténet-írás általában megegyezik abban, hogy a logikát Arisztotelész és peripatetikusnak nevezett tanítványai tették tudománnyá. Bár Arisztotelész a logikát (saját szóhasználatával: analitikát) még csak amolyan bevezető előismeretnek tartotta a tudományokhoz, mint a tudományos − elsősorban szóbeli, vitatkozás közbeni − bizonyítás helyes módszereinek gyűjteményét, hagyományosan mégis őt tartjuk az első logikával is foglalkozó tudósnak.
E nézet természetesen rejt magában pontatlanságokat: például korai logikai vonatkozásokat is tartalmazó művek, mint például a „Dissoi logoi” néven ismert töredék (II.6), vagy Parmenidész műve, A Természetről, Arisztotelész működése előtt is keletkeztek, másrészt – és ez igencsak kevéssé ismert, legalábbis Magyarországon, sajnos – Arisztotelésszel nagyjából párhuzamosan (talán kicsivel később) a „korai” sztoikus filozófia (II.7) művelői ugyanolyan fontos, sőt matematikai szempontból még fontosabb felfedezésekre is jutottak (II.8). Mégis mondhatjuk, hogy Arisztotelész volt az első tudós, aki logikával foglalkozott, és az első logikával foglalkozó, aki tudós is volt. Ami elődeit, például Platónt vagy Parmenidészt illeti, ők legalább annyira költők és irodalmárok is voltak, mint tudósok, Arisztotelész az első igazán európai értelemben vett, „modern” tudós. Továbbá elsősorban az ő érdeme volt, hogy a logikát jócskán – bár nem teljesen (néhol még azért az érvelések elméleteként kezelve) – „megszabadította” pragmatikus és szubjektív vonatkozásaitól, és az érvelés szubjektív „meggyőző ereje” helyett a mondatok igazságára, a pszichológia helyett részint a nyelvtanra, részint pedig, mivel ezzel összefügg, a formális logikára kezdett koncentrálni.
A logika megteremtését Arisztotelész részéről tulajdonképpen válasznak tekinthetjük nemcsak mestere, Platón (II. 9) már-már teologikus jellegű ideatanára, hanem még inkább mestere tudományos ellenfeleinek, a szofistáknak Arisztotelész által szélsőségesen szubjektivistának tartott elméleteire (II.10). Mindketten, Platón és Arisztotelész, egyetértettek abban, hogy a filozófia feladata a dolgok lényegének és végső okainak feltárása. Csakhogy míg Platón ezt a dolgokon túli, láthatatlan és megfoghatatlan, de rejtélyesen mégis a dolgoknál magasabb szintű és „szilárdabb” létezéssel bíró ideákban találta meg, a szofisták javarésze pedig nemcsak ez utóbbiakét, hanem a dolgok létezését is elvetették (a ló másik oldalára esve), Arisztotelész mindőjükkel szemben az érzéki észrevétel és a gondolkodás használhatóságát és elsődlegességét hangsúlyozta (II.11). Eme filozófiai vitákról itt és itt olvasható bővebb.
Arisztotelész nem volt hajlandó az élő és élettelen természet, a fizikai világ tanulmányozásáról lemondani pusztán azért, mert az ehhez szükséges eszközök hiányoztak vagy kezdetlegesek voltak a matematika akkor már mesterfokra kifejlesztett algebrai-geometriai eszköztárához képest. Nekiállt legalább számba venni – és bizonyos tekintetben a világon elsőként állt neki – azt, ami a természetben megtalálható: az égi szférát, a légköri és földi jelenségeket, az élővilágot, és nem felejtette ki az emberi, társadalmi jelenségeket sem. Sok mindenben tévedett ugyan (például a meteorokat légköri jelenségnek vélte, innen származik, hogy a légkör tanulmányozását meteorológiának nevezzük); de ő és tanítványai megkezdték a természet vizsgálatához szükséges tapasztalaton alapuló (empirikus) módszerek kidolgozását; bár ő maga még nem tekinthető empiristának (az aporétikus módszer pontosabb leírásáról itt).
De mint mindent, amit csak ért, úgy a korabeli görög bölcselet és közgondolkodás egyik központi fogalmává lett vita fogalmát is vizsgálat tárgyává tette. A vita elemei: az érvelés, a cáfolás, a következtetések mint társadalmi és nyelvi jelenségek „kvázi-empirikus” (aporétikus) módszerrel való tanulmányozása aztán döntő felfedezéshez juttatta. Észrevette, hogy nagyon sok esetben az érvelés nem függ az ennek során felhasznált fogalmak és kifejezések pontos jelentésétől, csak ezek bizonyos „durva mennyiségi” kapcsolataitól (tartalmazzák-e egymást, diszjunktak-e stb.) és elrendezésüktől. Ezzel meghaladta azt a tudományt, amit dialektikának nevezünk, és felfedezte a formális logikát, konkrétan annak egy nagyon zárt, de épp ezért precíz keretek közé foglalható alágát, a szillogisztikát (kb. „következtetéstan”), a bizonyítás első ismert klasszikus elméletét.
Ennek alapjául szolgáló metalogikai eredményei is óriásiak, a kijelentéslogika néhány alapvető felfedezését szintén neki tulajdonítjuk: rájött az igazságértékek (a mondatok igaz vagy hamis voltának) alapvető jelentőségére, és kimondta, de implicite mindenképp használta, a kétértékű logika (a mondatokat a két igazságérték – igazság, hamisság – szempontjából vizsgáló elmélet) alapvető törvényei, az ellentmondásmentesség és a kizárt harmadik törvényeinek őseit vagy változatait (F II. 13).
Úgy tűnik, leginkább Arisztotelésznek és tanítványainak, a peripatetikusoknak az érdeme tehát, hogy a logika pragmatikus társadalomtudományból objektív tudománnyá változott, bár maga a logika szó nem szerepel Arisztotelész műveiben, ez a kifejezés csak Cicero korában kezdett elterjedni, és akkor is inkább a dialektikát értették rajta (ahogy azt ma értjük, azaz mint a „vitatkozás” tanát). Arisztotelész, de még a vele párhuzamosan vagy némileg később alkotó sztoikusok is, e szó helyett mindenütt az „analitika” vagy a „dialektika” kifejezést használják (F II. 14). Az első szerző, aki dokumentálhatóan a mai értelemben („formális logika”) használja e szót, az i. sz. (!) 200 körül élt peripatetikus filozófus és Arisztotelész-kommentátor, aphrodisiasi Alexandrosz, habár Arisztotelész megmaradt logikai tárgyú műveit (Katégoriák, Herméneutika, Topika, Szofisztikus cáfolatok, és a szillogisztikát tárgyaló Analitikák) már jóval előbb (i. e. 50) kiadta a rhodoszi Andronikosz, Organon néven egybegyűjtve.
Az Organonban foglalt eredmények annyira jelentősek, hogy úgy szokás tartani (F II. 15), csak kétezer év múlva történt igazán jelentős változás a logika történetében, a matematikai logika megszületésekor, ami George Boole, Ernst Schröder és Gottlob Frege nevéhez fűződik. Ez azonban, ahogy már említettük, abszolút nem igaz: valójában a sztoikus filozófiai iskola legalább ennyire hozzájárult a logika tudományához, sőt, a következtetési elméletében még túl is szárnyalták Arisztotelészt. Az utánuk jövő skolasztikus (F II. 16) filozófiai iskola aztán olyan sikeresen egyesítette a két irányzatot, hogy az sokáig nemcsak meghatározta, hanem tényleg vissza is vetette vagy megállította a fejlődést.
A skolasztikusok pótolták az Arisztotelészi elméletben szereplő hiányosságokat, továbbfejlesztették a logikai formalizmust, igazán jelentős lépéseket vagy felfedezéseket mégsem tettek, hanem a már a római császárságkorban is elég össze-vissza kevert peripatetikus-sztoikus elméletegyveleget „kutyulták tovább” (még az olyan rendkívül precíz és becsületes kommentátorról, mint Boethius, sem mondható, hogy logikai művei a hiteles arisztotelészi logikát tükrözik, ezek címe ellenére); vagy pedig rengeteg teológiai és metafizikai kommentárt fűztek – még csak nem is mindig Arisztotelészhez, hanem annak kommentátoraihoz, meg ez utóbbiak kommentátoraihoz (az Organont eredeti görög változatában sok helyütt nem is ismerték, a latin fordítások pedig nem voltak szöveghűek)(F II. 17).
Az arisztotelészi logikának a formális logikai nyelvmodell szempontjából való tárgyalása elsősorban egy szempontból, a történelmi hitelesség szempontjából, ha nem is helytelen, de vitatható. Több megalapozott kétely is felmerülhet.
Először is, ha a tradicionális szerzőknek a konceptualizmusból kiinduló Arisztotelész-interpretációja helytelen volt, nem lehet-e, hogy a miénk is az? Lehet, de valószínűtlen: valójában épp a konceptualizmus egy félreértését szeretnénk helyesbíteni. A tradicionális interpretáció nem tévedett abban, hogy Arisztotelész a nyelv „maximálisan nem-megítélhető” alapelemeiből építkezik, tehát épít valamire, csak abban tévedett, ez az Organon-szöveg alapján világos, hogy ezek az alapelemek a fogalmak lennének. Ez egy kézenfekvő egyszerűsítés, de nem igaz.

### Vitatott kérdések

#### A formális szillogisztika szerepe:alapvagycél?
Az egyik kétely az Organon műveinek keletkezéssorrendjét érinti: Arisztotelésznek nem biztosan célja volt a formális logika kifejlesztése, hanem ez lehet egy „melléktermék”, akárcsak Gottlob Frege Fogalomírása, a vita tudományának megalapozásához. Kérdéses, hogy amit mi „ontológiai” meg „nyelvelméleti” „alapnak” neveztünk, az valóban alap volt-e (történeti és pszichológiai szempontból), vagy pedig inkább tető. Az Organonban foglalt gondolatok keletkezéstörténetéről elég keveset tudunk, sok helyen maga a szöveg is többértelmű; nem bizonyos, hogy Arisztotelész kutatásai során tényleg azokból az alapokból indult-e ki, amiket mi alapoknak tartunk, lehetséges, hogy ezek tulajdonképp inkább a kutatás közbeni felfedezéseknek tekintendőek (az biztos, hogy új felfedezések, csak azt nem tudjuk, mennyire előzték meg vagy követték a szillogisztika felfedezését).
Azonban az bizonyos, hogy maga az elmélet, nyelvi és logikai szempontból, valóban bizonyos alapelemekből építkezett; és aszerint, hogy ezekből hogyan épülnek fel a kijelentések, rengeteg kijelentéstípust különböztetett meg (ilyen tipizálás explicite található a Herméneutika 6. fejezetében, a 10. fejezet 20a sorjelzetű részénél az állításról és tagadásról, a 7. fejezetben a kijelentéskvantitások vizsgálatánál; amikor is az Apuleius-négyszög elemeit fedezi fel; a 8. fejezetben a terminus „szubsztanciális atomiságkritériumának” deklarálásánál, s.í.t.
Néha már-már komikusan precíz az egyes összeépülési lehetőségek megvizsgálásában (például Herméneutika 11.f.):
„Egyes összetett állítmányoknál az összes külön is mondható állítmányokból egy állítmány lesz, másoknál pedig nem. Mi hát akkor a különbség? Hiszen az emberről igaz külön az a kijelentés, hogy élőlény, meg külön az is, hogy kétlábú, meg e kettő egy állítmányként is igaz. […] Azonban az már nem igaz, hogy ha cipész és jó, akkor jó cipész is. Ugyanis sok képtelenség következnék abból, hogy azért, mert mindkettő külön-külön állítható, minden megszorítás nélkül állíthatóak együtt is.”
… Hisz, mondja Arisztotelész, ha így lenne, akkor, mivel Szókratészről állítható, hogy ember meg hogy Szókratész,
„akkor igaz lenne az is, hogy „Szókratész Szókratészember”, meg hasonlóan olyanok is mondhatóak lennének, hogy „az ember kétlábúember”, meg „emberkétlábú”, meg „emberélőlény”, és általában „ha valaki azt mondja, hogy az állítmányok csak úgy összekapcsolhatóak, az sok képtelenséget fog állítani ennek következtében …”.
Ezek az ellenpéldák már-már a komolytalanság határát súrolják, de épp azt mutatják – nem az egyetlen bizonyítékként – hogy Arisztotelész tudatában volt annak és már-már a képtelenségig komolyan vette azt, amit ma a nyelv szintaxisának nevezünk, sőt ő tette azokat az első jelentős tudományos felfedezéseket, melyek a nyelv ilyesfajta jerlenségeivel kapcsolatosak .

#### Formális, szimbolikus és/vagy matematikai logika?
Itt célszerű kitérnünk a formális logikával kapcsolatos aporiákra, mert elég sokféleképp használhatjuk (néha helytelenül, zavart okozva) ezt a kifejezést (ez a fejezet pusztán a „formális logika” kifejezés nagyon elterjedt zavaros használata miatt született).
- Szimbolikus logika: a legköznapibb értelme, amivel állandóan összekeverik, de vele nem feltétlenül azonos, a „szimbolikus logika”, tehát olyan logikai elmélet, amely matematikai, de legalábbis nem hagyományos köznyelvi szimbólumokkal van leírva. Ilyen értelemben az arisztotelészi logika nem teljesen formális, nem szimbolikus, inkább retorikus: használ ugyan betűkből álló változókat, ha valamit általánosan akar megfogalmazni, de a mondanivaló nagy része mégis köznyelven van fogalmazva. Kétségtelen azonban, hogy az átmenet a szimbolikus logika felé, ha csekély mértékben is, de az Organonban már megkezdődött, a skolasztikusok pedig már abszolúte képesek voltak egy szimbolikus logikai rendszer kidolgozására.
- Matematikai logika: A második értelme, amivel esetleg összekeverhető, a matematikai logika. Ez itt az egyik legbonyolultabb kérdés, hogy ti. Arisztotelész logikája matematikainak nevezhető-e. Egy matematikus vagy matematikatörténész szerint talán nem, vagy mai értelemben nem teljesen ugyan, mivel nem egészen formális (azaz nem szimbolikus), az azonban tény, hogy az Analitikák felépítése sok tekintetben hasonlít a modern logika sematikus-axiomatikus felépítésére: néhány szillogizmust mint nyilvánvalót elfogad, néhány (4 db.) formálisnak tekinthető levezetési módszerben is megállapodik (a szillogizmusok határfogalmainak csereberéje, például), és az összes többi szillogizmust igyekszik ezek által levezetni. Első pillantásra vagy olvasásra nem feltétlenül tűnik az olvasó szemébe sem az, hogy szimbolikus lenne, sem az, hogy axiomatikus, azonban tüzetesebb tanulmányozás után (ami az Organon sajátos stílusa miatt elengedhetetlen már a minimális megértéshez is) óhatatlanul szembeötlenek a mű abszolúte modern, egy matematikus számára teljesen ismerős és barátságos jellegzetességei. Ld. még az Első Analitika c. szócikket.
- Extenzionális logika: A harmadik és valódi értelme, hogy tekintetbe veszi-e az a jelek konkrét, valódi jelentését (intenzióját), vagy sem, és csak a két jel által jelölt objektumok közti „következményességi” relációt az objektumok valamilyen általánosabb jellemzőjéből (például igazságérték, extenzió) vezeti-e le. Ebben a valódi értelemben az arisztotelészi logika, pontosabban a szillogisztika, kétségkívül formális; hiszen a következtetés érvényessége csak olyan jellemzőktől függ, hogy a jelek milyen „alakzatot” alkotnak négy lehetséges közül. A peripatetikus logika abban az értelemben nem formális, hogy formális nyelven írták volna, ámde formális olyan tekintetben, hogy a megállapított törvényszerűségek igazsága, azaz egy-egy szillogizmus érvényessége nem függ terminusainak és/vagy mondatainak jelentésétől, csak ezek összetételének módjától.

Ebben az értelemben Arisztotelész tekinthető a logika Diophantoszának (II.24), utóbbi tudós az algebrában végezte el azt, amit Arisztotelész, megteremtette az átmenetet a tudományág retorikus, köznyelven leírt formája és egy kialakulóban lévő formális algebrai/logikai nyelv között.

#### Miért három terminus?
A fenti, Arisztotelész diophantoszi szerepével kapcsolatos állítást erősíti az is, hogy Arisztotelész a szillogisztika jelölésrendszerének és lehet, hogy a szillogisztikának alapötletét egyébként valószínűleg épp a matematikából kölcsönözte: következtetéseiben mindig két szélső terminus és egy közép-terminus van (például a következő szillogizmusban:
„ha minden filozófus ember, és minden ember élőlény, akkor minden filozófus élőlény”).
Ugyanakkor egy matematikai aránypárban is pontosan két kültag és egy beltag van, egyébként a görög műszó az aránypár „tagjaira” pontosan megegyezik azzal, amit Arisztotelész a szillogizmusok elemeire használ: ὅρος („határ”, „szél(ső)”); ennek latin fordítása a terminus kifejezés. Ugyanúgy a szillogizmusok középfogalmára használt ὅρος μέσος („középső határ”) is geometriai (vagy zenei) műszó, melyet a középarányos megnevezésére használtak. Talán ez lehet az egyik magyarázat a szillogisztika bizonyos furcsaságaira: vélhetően nincs publikált magyarázat  arra, a szillogizmus miért szükségképp három „határfogalmat” kell hogy tartalmazzon, s nem többet vagy kevesebbet.
Ettől eltekintve azonban kis hibaszázalékkal kimondható, hogy a peripatetikus logika nem szimbolikus, hanem inkább, mind matematikai stílusát, mind indíttatását tekintve, retorikus. Retorikus a tekintetben, hogy nem teljes mértékben szimbolikus; használ ugyan változókat (az már azonban elég bonyolult kérdés, hogy miféle változók ezek: kijelentésváltozók-e vagy osztályváltozók, vagy mások)(II.25); de a levezetések nagy százaléka mégis a köznyelven és a természetes görög nyelvre alapozott filozófiai szaknyelven íródott; másrészt az viszont abszolút jogosan mondható, hogy a peripatetikus logika indíttatását, motivációit tekintve is retorikus. Az Organon-szöveg sokszor hirtelen rátér annak fejtegetésére, hogy ez vagy az a megállapítása hogyan alkalmazható a görög vitában; továbbá elsősorban annak vizsgálatából indult ki, hogy mi állítható a dolgokról.
Az Organon, jelenlegi formájában, felfogható a formális logika üdvtörténetének is, mely a nyelvi aporiák gyűjtögetése (Katégoriák, Szofisztikus cáfolatok) és a dialektikai szőrszálhasogatás útjáról lelépve a kvázi-matematikai szillogisztika megteremtőjévé avatta Arisztotelészt (az Organon legutolsó fejezeteiben, az Analitikákban). Azonban ez a kép, ha nem is teljesen hamis, nem is teljesen igazságos. Egyáltalán nem bizonyos például, hogy az Organon fejezetei ebben a sorrendben születtek. Sőt lehetséges, hogy a logikai szempontból (nem teljesen jogosan) jelentéktelennek tartott, álérvekkel és álbizonyításokkal foglalkozó Szofisztikus cáfolatok volt az Organon legkésőbb írt, fő része; annyi bizonyos, hogy Arisztotelészt ilyesfajta problémák motiválták a szillogisztika kidolgozásában – bár abszolúte tudatában volt annak, hogy a szillogisztikával nagyon fontos dolgot fedezett fel (erről itt  [q:Arisztotelész#valahol] ír is). A helyzet hasonló, mint Gottlob Frege esetében, aki nemhogy fel akarta fedezni a fogalomírást, hanem kezdetben, mint írja, teljesen idegenkedett tőle, őt is olyan szempontok vezették, melyeket ma amatematikusnak is lehet (bár nem kellene) mondani. Nem tartozik ide, de érdekes, hogy a formalizmus megválasztásában mindkettejükre hatással volt a korabeli matematika: Fregére az analízis, Arisztotelészre pedig a korabeli arányelmélet. Néha például a Metafizikában ellentmond az Organon megállapításainak: mindkét megállapítás arisztotelészi logika, de melyik az „igazi”? A mi számunkra az Organonban foglaltak számítanak etalonul, tehát ilyen értelemben fogunk arisztotelészi logikáról beszélni.
(A harmadik dolog, hogy fontos tisztázni, tudománytörténetileg milyen értelemben rögzítjük az „arisztotelészi logika” kifejezést, mert manapság teljesen összekeverik a „tradicionális” meg az „iskolás” logikával, amit a kommentátorok írtak. Erről ld., amit előbb mondtunk: megállapításainkat az Organonra alapozzuk.)
A korai, görög logika történetét (a sztoikus logika kivételével), különösen pedig az Arisztotelészi szillogisztika témakörét sokan feldolgozták különféle szempontok szerint (például Łukasievits vagy Ruzsa Imre). Az egyik legjobb áttekintés magyar nyelven az Organon magyar kiadásának előszavában található (© Szalai Sándor).

## További irodalom
- G. Havas Katalin: Arisztotelésztől napjainkig. (alc.: Logika vagy logikák?). Szent István Társulat, Bp.; terj. 139. old.; ISBN 963-360-873-2 .